# 信州観光バス
有限会社信州観光バス（しんしゅうかんこうバス）は、長野県千曲市に本社を置くバス事業者である。

## 沿革
- 1982年（昭和57年）12月 - 設立
- 2010年（平成22年）12月28日 - この日の運行を以って、川西線（いで湯バス）を休止[1]。乗合バス事業は自社運行路線がなくなり、自治体からの受託運行のみとなる
- 貸切ボンネットバス２台を所有し、現地での観光遊覧バスツアーを企画運行している。

## 事業内容
- 一般乗合旅客運送
- 一般貸切旅客運送
- 旅行業

## 運行路線
乗合バスとしては、以下のコミュニティバスを自治体から受託して運行している。
- 千曲市循環バス
  - 8 五加戸倉線（さざなみ号）
  - 9 上山田線（ほっとバス）
  - 7　更級戸倉線（やまびこ号）
  - おばすて棚田温泉便（日、祝日、期間限定）
- 坂城町循環バス
  - 全線

- 遊覧バス
  - 別所温泉発着(足すとくるっとバス)

### 休廃止路線
- 川西線（いで湯バス）
  - 戸倉駅 - 上山田温泉 - 上田駅温泉口

乗合バスとして自社運行していた唯一の路線。2010年（平成22年）12月28日を最後に休止された。

## 営業所
- 本社
  - 長野県千曲市鋳物師屋117-2
  - しなの鉄道屋代駅下車
- 別所温泉営業所
  - 長野県上田市別所温泉1884
  - 上田電鉄別所線別所温泉駅北
- 坂城営業所
  - 長野県埴科郡坂城町坂城6397
  - しなの鉄道線坂城駅前